# Канал Варна — Девня
Канал Варна — Девня — система глубоких водных путей (2 канала и 2 озера) в Варненской области, в Болгарии.
Соединяет города Варна (на востоке) и Девню (на западе), начиная от Варненского залива Чёрного моря и проходя через Варненское и Белославское озёра вдоль города Белослав и нескольких деревень. Общая протяжённость канала составляет 22 километра. Вдоль его берегов оборудован ряд портов.
На берегу канала расположена ТЭЦ «Варна», которая берёт для технологических нужд воду из канала.

## История

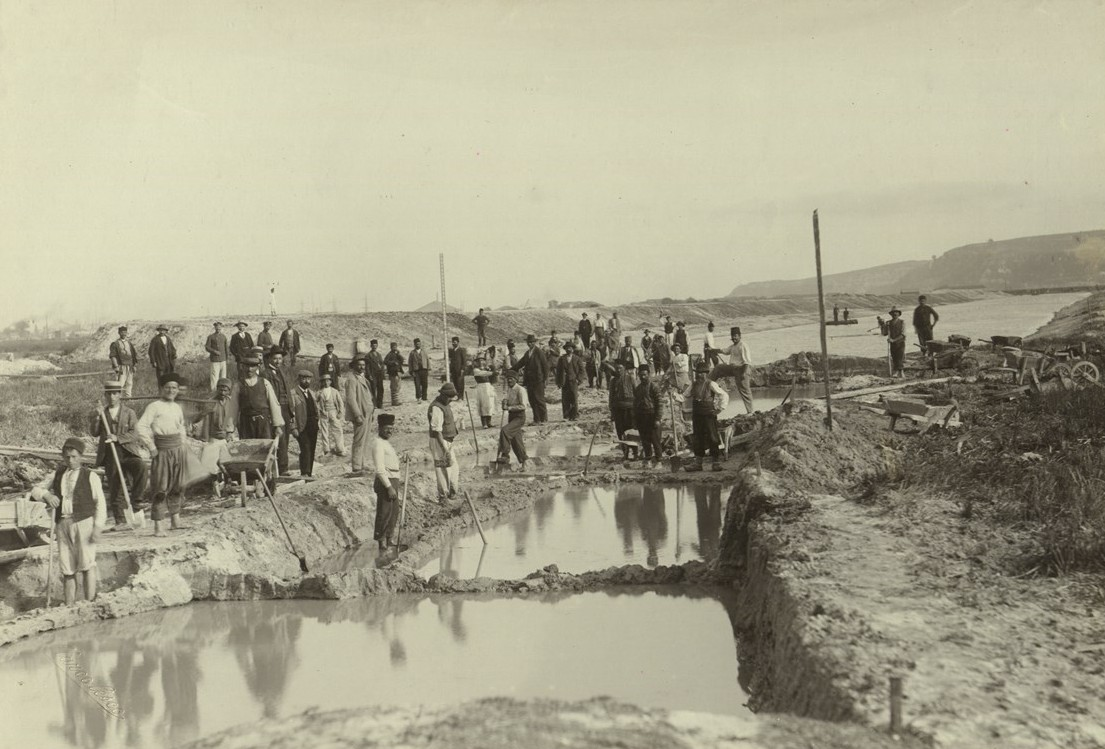
Стройка временного канала Варненский залив — Варненское озеро, 1895—1906 годы

Идеи постройки канала существовала с XVIII века. Чарльз Диккенс, будучи военным корреспондентом в Варне во время Крымской войны (1853—1856), впервые объявил о проекте такого канала, разработанном болгарами, но отвергнутом османским султаном Абдул-Меджидом I в 1847 году.
В конце XIX — начале XX века был проложен временный канал между заливом Варны и озером Варна.
Нынешний водный путь был построен в 1970-х годах. Между Варненским заливом и Варненским озером канал является двойным, образуя самый большой речной остров в Болгарии (размером примерно 3 километра на 900 метров), называемый местными жителями Острова или Галата. Над ним проходит Аспарухов мост. Эта секция, названная Каналом № 1, вырыта с 1970 по 1976 год. Он был официально открыт 1 сентября 1976 года. Канал № 2 вырыт между Варненским озером и Девней в 1976—1978 годах.

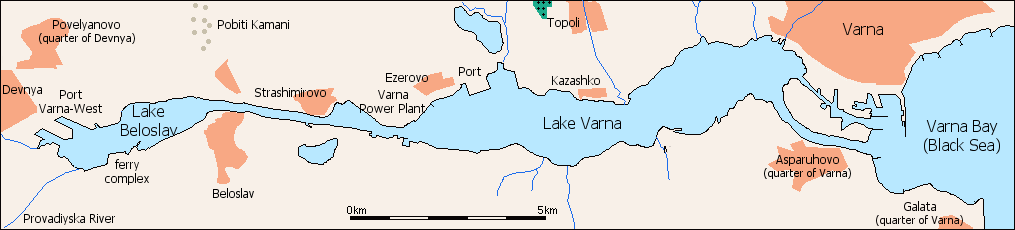
Участки канала (справа на лево): Канал № 1 (двойной: севернее и юго-западнее о. Острова), Варненское озеро, Канал № 2, Белославское озеро

Карте побережья канала